# Frank Gillette
Frank Gillette (* 1941 in Jersey City New Jersey) ist ein US-amerikanischer Videokünstler.

## Leben und Werk
Frank Gillette studierte 1959 bis 1962 Malerei am Pratt Institute, New York. Er hatte Seminare bei Marshall McLuhan und begann 1968, mit einer geliehenen Portapak Kamera, Aufnahmen in den Straßen New Yorks zu machen. 1969 war er Gründer und Mitglied der Raindance Corporation (mit Louis Jaffe, Marco Vassi, Judi Vassi, Judi Bosches, Michael Shamberg), die später in Zusammenarbeit mit Beryl Korot, John Reilly und anderen das Video Magazin Radical Software herausgab.

1968 lernte Gilette Ira Schneider kennen und realisierte mit ihm die aus neun Monitoren bestehende Video-Installation „Wipe Cycle“. 1969 wurde „Wipe Cycle“ in der Galerie Howard Wise in New York als eines der ersten Closed-Circuit Werke ausgestellt. 

„In der Ausstellung „TV as a Creative Medium“ war die Installation gegenüber dem Fahrstuhl aufgebaut. Jeder Besucher trat zuerst seinem Abbild gegenüber, die Bildschirme zeigten aber auch zwei Videobänder und ein Fernsehprogramm. Diese Installation, die die Besucher zu einem Teil der Information machte, war kompliziert geschaltet: Die Bilder wanderten in vier Zyklen von einem Monitor zum anderen und wurden um acht bzw. sechzehn Sekunden verzögert, wobei alle zwei Sekunden ein grauer Lichtimpuls (›wipe‹ [Englisch für Blende, Red.]) gegen den Uhrzeigersinn alle Bilder auswischte.“

## Ausstellungen (Auswahl)

### Einzelausstellungen
- Everson Museum of Art, Syracuse
- Contemporary Arts Museum Houston
- Corcoran Gallery of Art Washington D.C.
- Leo Castelli Gallery, New York
- Long Beach Museum of Art, Kalifornien
- The Institute of Contemporary Art, Boston
- Whitney Museum of American Art, New York

### Gruppenausstellungen
- Projekt '74 – Aspekte internationaler Kunst am Anfang der 70er Jahre Kunsthalle Köln, Köln
- 1977 Die „Maui“-Bänder documenta 6, Kassel[4]
- Biennale di Venezia, Venedig
- Museum of Modern Art, New York
- Carnegie Museums of Pittsburgh
- San Francisco Museum of Modern Art, San Francisco
- Neuer Berliner Kunstverein, Berlin

## Auszeichnungen
Frank Gillette bekam Stipendien der Rockefeller-Stiftung und der Solomon R. Guggenheim Foundation, Preise des New York State Council on the Arts und des National Endowment for the Arts und war von 1984 bis 1985 Artist in Residence der American Academy in Rome.